# 鲍里斯·雷巴科夫
鲍里斯·亚历山德罗维奇·雷巴科夫（俄语：Бори́с Алекса́ндрович Рыбако́в，1908年6月3日—2001年12月27日），苏联及俄罗斯历史学家、考古学家，主攻斯拉夫和古代罗斯考古学、历史学和文化史研究。
雷巴科夫于1930年毕业于莫斯科大学，1936年进入苏联科学院，成为物质文化史研究所高级研究员。1943年起担任莫斯科大学教授。自1932年起，于莫斯科、诺夫哥罗德、兹韦尼哥罗德、切尔尼戈夫、佩列亚斯拉夫、特穆塔拉干和普季夫利等地开展考古工作。1948年，出版《古代罗斯的手工业》（Ремесло Древней Руси），影响重大。雷巴科夫在晚年转向斯拉夫多神教研究，试图重构斯拉夫信仰的神系和神话，但其重构方式被批评过于牵强。
其子羅斯季斯拉夫·雷巴科夫是著名的印度学家。

## 主要著作
- 《古代罗斯的手工业》（Ремесло Древней Руси，1948）
- 《切尔尼戈夫古物》（Древности Чернигова，1949）
- 《古代罗斯传说史诗年鉴》（Древняя Русь. Сказания. Былины. Летописи，1963）
- 《俄罗斯历史的最初世纪》（Первые века русской истории，1964）
- 《伊戈尔远征记及其同辈人》（Слово о полку Игореве и его современники，1971）
- 《15世纪和16世纪早期莫斯科大公国地图》（Русские карты Московии XV — начала XVI веков，1974）
- 《希罗多德的斯基泰》（Геродотова Скифия. Историко-географический анализ，1979）
- 《古代斯拉夫异教》（Язычество древних славян，1981）
- 《古代罗斯异教》（Язычество древней Руси，1987）

## 荣誉
- 社会主义劳动英雄（1978）
- 三级祖国功勋勋章（1998年5月31日）
- 三枚列寧勳章
- 十月革命勋章
- 劳动红旗勋章
- 荣誉勋章（1953）
- 列宁奖（1976）
- 两次苏联国家奖（1949，1952）
- 基辅建城一千五百周年奖章（1982）